# Juanita Wilson
Juanita Wilson é uma cineasta e roteirista irlandesa. Como reconhecimento, foi nomeada ao Oscar 2010 na categoria de Melhor Curta-metragem por The Door.